# ستيف بروكس (مجدف)
ستيف بروكس (بالإنجليزية: Stephen Brooks)‏ هو مجدف أمريكي، ولد في 29 ديسمبر 1948 في بوسطن في الولايات المتحدة.

## وصلات خارجية
- ستيفن بروكس على موقع الاتحاد الدولي للتجديف (الإنجليزية)
- ستيفن بروكس على موقع أوليمبيديا (الإنجليزية)